# ديف ستراسر
ديف ستراسر (بالإنجليزية: Dave Strasser؛ مواليد 13 يوليو 1969) هو مقاتل فنون القتال المختلطة أمريكي.

## وصلات خارجية
- ديف ستراسر على موقع يو إف سي (الإنجليزية)
- ديف ستراسر على موقع شيردوغ (الإنجليزية)